# Iain Balshaw
Pour le cavalier britannique, voir Ricky Balshaw.

a Compétitions nationales et continentales officielles uniquement.

b Matchs officiels uniquement.
Dernière mise à jour le 22 septembre 2014.
Iain Robert Balshaw, né le 14 avril 1979 à Blackburn, est un joueur international anglais de rugby à XV évoluant au poste d'arrière ou d'ailier.

## Carrière

### En club
Durant sa jeunesse il joue avec les Preston Grasshoppers.
Il a disputé 19 matchs de Coupe d'Europe de rugby à XV avec Bath et 15 matchs de Challenge européen de rugby avec Bath et Leeds.
Durant la saison 2011-2012, le Biarritz olympique atteint la finale du Challenge européen. Pour cette rencontre face au RC Toulon, il est titulaire et le BO l'emporte 21-18,.
Il met un terme à sa carrière en juillet 2014.

### En équipe nationale
Il a disputé son premier test match le 5 février 2000, à l’occasion d’un match contre l'équipe d'Irlande, et le dernier contre l'équipe d'Irlande, le 15 mars 2008 après lequel il arrête sa carrière internationale.
Souvent blessé, Iain Balshaw ne joue que 26 matchs avec l'Angleterre entre 2002 et 2008 sur les 63 possibles (Tournoi des Six Nations, Coupe du monde, Test matchs).
Balshaw a disputé trois matchs de la coupe du monde 2003 qu'il gagna avec l'équipe d'Angleterre, ainsi que vingt-deux matchs du Tournoi des Six Nations.
Il a disputé trois test matchs avec les Lions britanniques, en 2001 (Australie). Il fut également choisi en 2005, mais fut remplacé par Mark Cueto à la suite d'une blessure.

## Statistiques en équipe nationale
- 35 sélections avec l'équipe d'Angleterre, 65 points (13 essais)
- Sélections par année : 7 en 2000, 5 en 2001, 2 en 2002, 5 en 2003, 3 en 2004, 2 en 2005, 4 en 2006, 2 en 2007, 5 en 2008
- Tournois des Six Nations disputés : 2000, 2001, 2002, 2003, 2004, 2005, 2007, 2008

## Palmarès

### En club
- Bath Rugby
  - Vainqueur Coupe d'Europe en 1998

- Biarritz olympique
  - Finaliste de la Coupe d'Europe en 2010
  - Vainqueur du Challenge européen en 2012

### En équipe nationale
- Angleterre
  - Vainqueur du Tournoi des Six Nations en 2000, 2001 et 2003
  - Vainqueur de la Coupe du monde en 2003